# Termogenesi indotta dalla dieta
Per Termogenesi indotta dalla dieta (TID), chiamata anche Azione dinamico specifica (ADS) degli alimenti, Termogenesi alimentare, Termogenesi postprandiale, o Effetto termico del cibo (TEF), si intende un processo metabolico, sottoprocesso della termogenesi, legato alla spesa energetica/calorica a cui fa seguito l'ingestione dei diversi macronutrienti (carboidrati, proteine, grassi, alcol), ovvero i nutrienti calorici, a cui è correlato un aumento del consumo di ossigeno e quindi una maggiore dispersione di calore (extracalore). Questo processo costituisce mediamente il 10 % (tra il 7 e il 15%) della spesa calorica totale. (metabolismo totale).
Alcuni autori suddividono a sua volta la TID tra:.
- Termogenesi obbligatoria: Copre il 75% del processo, ed è legata ai processi fisiologici/metabolici, ovvero all'assorbimento, al trasporto, alla sintesi ed al deposito dei macronutrienti.
- Termogenesi facoltativa: Copre il 25% del processo, legata principalmente all'ingestione del pasto, ad un ulteriore calore generato dal tessuto adiposo bruno, alla quantità di macronutrienti e all'attività del sistema nervoso simpatico (SNS), enfatizzata da protidi, alcol e da sostanze nervine (termogenesi indotta dalla droga).

## Fisiologia
Dopo l'ingestione di un pasto (periodo post-prandiale) la spesa energetica è più alta per un periodo di circa 4-8 ore, e l'attività metabolica può arrivare ad elevarsi fino al 40%. La TID inizia a manifestarsi già dopo un'ora dall'ingestione degli alimenti, raggiungendo i valori massimi nelle seguenti due o tre ore, per poi diminuire gradualmente fino a portare il metabolismo nelle condizioni basali entro le otto ore al massimo.
Lo stimolo termogenico maggiore è provocato dalle proteine e amminoacidi a causa del dispendioso processo di deamminazione, mentre stimoli inferiori sono dati dai carboidrati e soprattutto lipidi. Oltre che per il diverso tipo di macronutriente, la TID è influenzata dalla quantità degli stessi (più è ricco il pasto, maggiore è la spesa energetica, se la razione raddoppia, raddoppia anche la TID), la qualità, le dimensioni del pasto, il tempo trascorso tra i pasti, il metabolismo basale, lo stato nutrizionale, e dal tipo di somministrazione (orale, enterale, parenterale). Sembra che anche la composizione corporea determini una variazione nella TID: gli obesi accusano un effetto termogenico minore dei soggetti magri a parità di BMI e peso corporeo, laddove la componente muscolare, più sviluppata nei magri, determinerebbe una più efficace TID. I cibi solidi determinano una risposta termogenica generalmente maggiore dei liquidi, e i cibi integrali determinano una maggiore TID rispetto ai raffinati. Esiste anche termogenesi ulteriore dovuta a sostanze ad azione nervina come caffè, tè, tabacco, ecc. Mentre l'ADS o TID stimolata da glucidi e lipidi può essere utilizzata per il lavoro muscolare, quella causata dalle proteine può essere impiegata unicamente per la regolazione della temperatura corporea, non può essere sfruttata a fini energetici o sotto forma di accumulo di sostanze di riserva (glicogeno, adipe). Ad ogni modo la TID rappresenta una dissipazione di calore, e deve quindi essere considerata generalmente energia passiva. Molti studi dimostrano che la TID non determina una spesa calorica specifica, ma ha un range di variabilità per tutti i macronutrienti. Per tale motivo alcuni preferiscono denominarla semplicemente "Termogenesi alimentare", senza citare la specificità, dal momento che non si tratta di un dispendio energetico ben definito. Ad ogni modo può essere stimata una spesa energetica media per ogni macrontriente, che si rivela comunque ben più alta per i protidi. Infatti gli studi sulla TID documentano una spesa calorica variabile e non specifica: per i protidi, la TID media è di 22,5%, per i glucidi è di 7,5%, per i lipidi è di 3,5%.

## Sottotipi di macronutrienti
La TID ha una variabilità anche in base allo specifico sottotipo di macronutriente sottoposto alla digestione e assorbimento. Ad esempio:
- Proteine: hanno maggiore effetto termogenico le proteine contenenti quantità più elevate di fenilalanina e tirosina, precursori della tiroxina e delle catecolammine[15], cioè ormoni che accelerano il metabolismo; le proteine del siero del latte causano una maggiore TID rispetto alla caseina, che a sua volta ha una maggiore TID rispetto alle proteine della soia.[16]; le proteine cosiddette "complete", cioè derivanti da fonti animali, inducono una maggiore TID rispetto a quelle "incomplete", cioè quelle vegetali[17].
- Glucidi: la TID del fruttosio e del saccarosio è maggiore rispetto a quella del glucosio e dell'amido[12][18][19];

- Lipidi: la TID degli acidi grassi (mono e poli) insaturi è maggiore rispetto a quella dei saturi[12], così come quella degli MCT e maggiore degli LCT[20][21].

## L'impatto termogenico dei macronutrienti
Secondo il testo Energy Metabolism, Indirect Calorimetry and Nutrition di Bursztein et al. la spesa energetica è così suddivisibile:
- Proteine: tra il 10-35% di energia in seguito all'ingestione di proteine viene dispersa in calore (media di 22,5%).
- Carboidrati: tra il 5-10% di energia in seguito all'ingestione di carboidrati viene dispersa in calore (media di 7,5%).
- Lipidi: tra il 2-5% di energia in seguito all'ingestione di lipidi viene dispersa in calore (media di 3,5%).
- Alcol: tra il 10-30% di energia in seguito all'ingestione di alcol viene dispersa in calore (media di 20%)[23]
- 100 kcal (25 gr) di protidi = tra 10 e 35 kcal di spesa energetica (media di 22,5 kcal).
- 100 kcal (25 gr) di glucidi = tra 5 e 10 kcal di spesa energetica (media di 7,5 kcal).
- 100 kcal (11,1 gr) di lipidi = tra 2 e 5 kcal di spesa energetica (media di 3,5 kcal).
- 100 kcal (14,2 gr) di alcol = tra 10 e 30 kcal di spesa energetica (media di 20 kcal).

Altri studi diedero esiti leggermente diversi sull'impatto termogenico dei macronutrienti: Acheson nel 1993 registrò una dispersione calorica del 20-30% per i protidi, del 5-10% per i glucidi, per il 0-3% per i lipidi, un dato confermato in anni successivi, mentre Schutz determinò una media del 15% della spesa energetica indotta dall'alcol.
Alcuni autori segnalano che la TID proteica venga però ridotta con l'assunzione di altri macronutrienti, e che i lipidi abbiano più di tutti la capacità di ridurre la TID degli altri macronutrienti.

## Dibattiti
I meccanismi della TID o ADS sono dibattuti:
- Secondo alcuni, tale processo sarebbe dovuto alla semplice combustione dei prodotti di demolizione degli alimenti
- Secondo altri, ciò sarebbe dovuto invece al lavoro delle ghiandole che secernono i succhi digestivi e all'assorbimento, e al metabolismo dei prodotti derivati dalla digestione. Si fa particolare riferimento alla deamminazione degli amminoacidi da parte del fegato (derivati dalla digestione delle proteine), che hanno un'azione eccito-metabolica, aumentando il metabolismo e la conseguente produzione ormonale (catecolammine, tiroxina)[1]. Si cita anche la stimolazione diretta degli acidi grassi liberati, la formazione di glicogeno ecc[14]. Altri sostengono che tale dispendio non sia dovuto alla digestione o al dispendio per l'assimilazione dei nutrienti, poiché lo stesso effetto viene osservato con la somministrazione di amminoacidi per via parenterale (che non richiedono digestione).

Mentre per i protidi/amminoacidi l'intenso incremento della spesa è dovuto ai processi metabolici deaminazione, gluconeogenesi, proteosintesi rimozione del azoto, sintesi di urea e turnover proteico; per i glucidi la spesa energetica sarebbe dovuta ai processi di glicogenosintesi epatica e muscolare, e lipogenesi; il leggero incremento energetico per i lipidi sarebbe dovuto ad un minore dispendio per l'idrolisi, e la lipogenesi.

## I protidi come maggiore stimolo termogenico
Da queste considerazioni, emerge che sulla totalità dei macronutrienti, le proteine/amminoacidi causano in assoluto il maggiore stimolo termogenico. Ciò a causa dei dispendiosi processi metabolici a cui sono sottoposti: deaminazione, gluconeogenesi, e proteosintesi. Come precedentemente accennato, al contrario di glucidi e lipidi, i protidi sono poco adatti ad essere sfruttati per fini energetici, o accumulati sotto forma di scorte; per tale motivo una dieta ricca di protidi non induce ad incrementi di peso ponderali, o comunque, può contribuire a tale incremento in modalità nettamente inferiori rispetto a quelle ottenibili con un'alimentazione mista costituita soprattutto da carboidrati e lipidi, e in maniera indiretta. Le proteine vengono difficilmente utilizzate come fonte energetica, poiché il loro ruolo primario è quello di garantire funzioni strutturali, plastiche e vitali (costituiscono le membrane cellulari, i muscoli, gran parte degli ormoni, neurotrasmettitori, recettori, anticorpi, enzimi, i vari carrier (trasportatori), come quelli di glucosio, amminoacidi, O2 e CO2). Inoltre, l'eventuale utilizzo dei protidi/amminoacidi a scopo energetico viene avviato in maniera rilevante in casi di ridotto apporto di glucidi (glucosio) con la dieta, in condizioni di eccesso di introduzione proteica o glucidico-proteica, in condizioni di iponutrizione e digiuno, o in condizioni di forti stress. L'eventuale incremento del peso ponderale da parte dei protidi, quindi è provocato principalmente dall'aumento della massa muscolare, piuttosto che del tessuto adiposo. Comunque, in caso di dieta ad elevato tenore proteico, o in caso di eccesso di introduzione proteica durante un pasto, aumenta il processo di conversione degli amminoacidi a glucosio da parte del fegato (gluconeogenesi) per essere spesi in energia o essere accumulati come glicogeno, e che non riescono ad essere sfruttati per le esigenze strutturali, plastiche (turnover proteico, proteosintesi) e regolatrici. Proprio per la mancata capacità di sfruttare la TID proteica a scopi energetici, un regime alimentare eccessivamente ricco di tale macronutriente può essere considerato inadatto al lavoro muscolare intenso.
Queste caratteristiche lasciano intendere che anche solo un regime alimentare controllato può far perdere peso in termini di massa grassa (quindi non necessariamente peso ponderale), valutando la TID e gli effetti metabolici del cibo come un fattore di spesa calorica e soprattutto come importante segnale endocrino/metabolico di dimagrimento. Inoltre, emerge che non abbia molto senso effettuare un attento conteggio calorico senza considerare la provenienza di queste calorie, quando i diversi macronutrienti subiscono un diverso destino e sortiscono una diversa risposta metabolica ed endocrina; mentre alcuni favoriscono i processi di accumulo di adipe, altri, con la stessa quota calorica favoriscono il dimagrimento, o perlomeno non stimolano l'accumulo di adipe o un aumento di peso ponderale. Ad esempio se si dovesse paragonare l'effetto di glucidi e protidi, cioè macronutrienti con lo stesso valore calorico:
- 45 g di protidi (180 kcal): causano una TID molto alta che può arrivare al 35 % dell'introduzione calorica (in questo caso possono indurre quindi un consumo fino a 63 kcal), e favoriscono la produzione di svariati ormoni anabolici sul tessuto muscolare (proteosintesi) e altri che favoriscono il dimagrimento, cioè il catabolismo lipidico (lipolisi), ovvero GH/IGF-1, testosterone, glucagone, catecolammine, ormoni tiroidei, e insulina. Quest'ultimo ormone, al contrario del suo ruolo sull'accumulo di adipe in risposta all'introduzione di carboidrati, in seguito all'ingestione di protidi non causa un accumulo di grasso, ma ha un importante effetto sulla sintesi proteica, e favorisce indirettamente la lipolisi[30][31][32]. L'ingestione della fonte proteica non prevede primariamente un utilizzo energetico. In altri termini le proteine di norma non vengono primariamente sfruttate dall'organismo come fonte calorica (ovvero energetica), ma piuttosto per fini plastici e strutturali; e quindi in questo senso non apportano propriamente e completamente calorie. Se il cibo proteico tende poi in gran parte a non essere sfruttato come substrato energetico o come riserva energetica, ecco che il suo valore calorico assume un'importanza relativa in questi termini, poiché le calorie da esso fornite non vengono in gran parte né utilizzate né immagazzinate come tali. Se le proteine apportano calorie che in gran parte non vengono sfruttate come tali (cioè per fini energetici), e se inducono una TID che può arrivare fino al 35% del loro valore calorico, significa che il loro effettivo apporto calorico risulta notevolmente inferiore rispetto al loro valore. A prescindere dal mero e limitato conteggio calorico, le proteine, nelle giuste condizioni, innescano i processi di smaltimento del grasso piuttosto che l'accumulo, pur avendo un valore energico potenzialmente e tecnicamente sfruttabile.
- 45 g di glucidi (180 kcal): pur avendo un valore calorico identico ai protidi, provocano una TID più bassa, che può arrivare al massimo al 10% dell'introduzione calorica (meno di tre volte rispetto ai protidi, in questo caso al massimo 18 kcal). La loro ingestione causa la produzione di ormoni che hanno un'azione anabolica sui siti di riserva, cioè lo stoccaggio di glicogeno principalmente nel muscolo scheletrico e fegato (glicogenosintesi muscolare ed epatica), e lo stoccaggio di trigliceridi nel tessuto adiposo (lipogenesi). Il principale ormone che favorisce tale processo è l'insulina, che in questo caso, al contrario dell'introduzione proteica, esercita un'azione di accumulo sul tessuto adiposo inibendo il processo inverso, la lipolisi, cioè il catabolismo lipidico. Diversamente dai protidi, i glucidi (glucosio) vengono impiegati completamente per scopi energetici, sia per l'utilizzo immediato, che sotto forma di scorta come glicogeno e trigliceridi, e quindi il loro apporto calorico può essere considerato effettivo. Se i carboidrati apportano calorie che vengono sfruttate completamente come tali (cioè per fini energetici), e se inducono una TID inferiore di più di tre volte rispetto alle proteine, significa che il loro effettivo apporto calorico risulta notevolmente superiore se confrontato ai protidi, anche a parità di assunzione calorica.

Una grande mole di studi hanno dimostrato, come conferma di questi meccanismi, che la termogenesi post-prandiale aumenti del 100% con una dieta ad alto contenuto di proteine, comparata con una ad alto contenuto di carboidrati. Maggiore è l'introduzione proteica, maggiore è il calore prodotto e disperso. Le proteine, giocano un ruolo chiave nel controllo del peso attraverso un maggiore senso di sazietà e una maggiore termogenesi. Una ricerca in particolare mostra che la TID contribuisce a fornire un senso di sazietà in proporzione alla sua attività, e che quindi le proteine mostrano il maggiore potere saziante, assieme al maggiore stimolo termogenico.

## Alcol e termogenesi
In ordine di importanza su tutti i macronutrienti, l'etanolo è, assieme alle proteine, il nutriente ad indurre il maggior stimolo termogenico. L'alcol ha un potere calorico di circa 7 Kcal/gr, e fornisce anch'esso energia rapidamente utilizzabile dal corpo come il glucosio, ma non nutrienti essenziali. L'effetto termogenico dell'alcol (in media il 15% del suo valore metabolizzabile) è molto più alto rispetto a quello causato dai principali substrati energetici dal corpo, ovvero lipidi e carboidrati. Ciò suggerisce una resa nettamente inferiore di utilizzo di energia derivante dall'alcol, piuttosto che dai macronutrienti citati. L'etanolo non può essere immagazzinato ed è tossico, quindi deve essere avviata una sua continua ed obbligatoria ossidazione, rendendolo il carburante che deve essere primariamente e più rapidamente metabolizzato. Al contrario dei carboidrati, il tasso di ossidazione dell'alcol non dipende dalla dose ingerita. Analogamente all'assunzione di carboidrati, si verifica un rapido utilizzo del substrato post-prandiale, una soppressione dell'ossidazione di grassi, ma tramite un meccanismo non-insulino-mediato. Si assiste anche ad una drastica riduzione dei livelli di leptina, una maggior concentrazione di trigliceridi rispetto all'assunzione di lipidi, un acuto effetto sulla vasodilatazione e la produzione di catecolammine. Una quantità limitata di etanolo può essere convertita in acidi grassi dal fegato avviando la lipogenesi (come si verifica a seguito dell'introduzione dei carboidrati) e la produzione di acetato, che inibisce la lipolisi nei tessuti periferici. Tuttavia la maggior parte dell'alcol viene consumata piuttosto che accumulata. Non ci sono prove che l'alcol consumato in quantità normoenergetiche (cioè a parità di quantità calorica con glucidi e lipidi) porti ad un maggiore stoccaggio di grasso rispetto all'effetto di glucidi e lipidi. Uno studio ha messo in luce la mancata capacità dell'alcol di indurre un aumento di peso a causa del loro processo metabolico al quale non si associa la generazione di energia chimica.. Questo conferma ancora una volta quanto il conteggio calorico senza valutarne la provenienza assuma un valore limitato e relativo nel prevedere un aumento o una perdita di peso, dal momento che le proprietà dei diversi macronutrienti hanno effetti diversi su tali processi, a parità di assunzione calorica.